# イライジャ・グリーン (外野手)
イライジャ・ジョセフ・グリーン（Elijah Joseph Green, 2003年12月4日 - ）は、アメリカ合衆国フロリダ州オレンジ郡ウィンダミア出身のプロ野球選手（外野手）。右投右打。MLBのワシントン・ナショナルズ傘下所属。
父は元NFL選手のエリック・グリーン。

## 経歴
IMGアカデミー在学中の2021年にはU-18のアメリカ合衆国代表に選出された。
2022年のMLBドラフト1巡目（全体5位）でワシントン・ナショナルズから指名され、予定していたマイアミ大学への進学を取りやめプロ入り。契約金は650万ドル。

## 選手としての特徴
元NFL選手の父親譲りの恵まれた体格と高い身体能力を持ち、守備、走塁の評価も高い。一方で三振の多さが懸念されている。